# ミネラル (バンド)
ミネラル（Mineral）はアメリカのロックバンド。1994年にテキサス州ヒューストンで結成。4年ほどの短い活動期間ながら、ジミー・イート・ワールド、クリスティ・フロント・ドライヴ、センス・フィールドらと共に、1990年代のエモ・シーンを牽引したバンドである。
バンド解散後もフォロワーが後を絶たず半ば伝説のバンドと化していたが、2014年5月に突如再結成が発表され、全米、全英などを周るツアーを行った。また同年10月には日本ツアーの開催や日程も発表された。

## 来歴
U2、レッド・ハウス・ペインターズやバッファロー・トムといったアーティストに影響を受けたフロントマン、クリス・シンプソンを中心にヒューストンで結成。その後オースティンに活動拠点を移してから全米中でライブ活動を展開。
結成から1998年の解散に至るまでの僅か4年の間に、3枚のシングル「Gloria/Parking Lot」（1995年、Caulfield Records）、「February/M.D.」（1996年、Caulfield Records）、「&Serenading/Love My Way（ザ・サイケデリック・ファーズのカバー）」 （1997年、Crank! Records）、ジミー・イート・ワールド、 2004年に解散したセンス・フィールドとのスプリット作品「Crazy（ウィリー・ネルソンのカバー）」（1997年Crank! Records）、2枚のアルバム『The Power of Failing』（1997年、Crank! Records）、『EndSerenading』（1998年、Crank! Records。プロデュースはマーク・トロンビーノ）をリリース。不安定ながらも叙情的なメロディーを歌い上げるクリス・シンプソンのヴォーカル・スタイルは、その後のエモ、スクリーモのヴォーカル・スタイルに多大な影響を与えたと言われる。メンバーのシンプソンとゴメスは解散後にグロリア・レコードを結成した。
2010年、『The Power of Failing』『End Serenading』に、未発表音源を多数収録したデジタル・リマスター盤が日本限定でリリースされた（海外でも2014年に未発表音源を追加収録しリリース）。

## 作品

### スタジオ・アルバム
- The Power of Failing （1997年）
- Endserenading （1998年）

### コンピレーション・アルバム
- The Complete Collection （2010年）
- Complete Collection: 1994-1998 （2014年）

### シングル
- "Gloria/Parking Lot" （1994年）
- "Gloria/Parking Lot" （1995年、再発）
- "February/M.D." （1996年）
- "Crazy" （1997年、ジミー・イート・ワールド、センス・フィールドとのスプリット）
- "&Serenading/Love My Way" （1998年）